# Alternosfera
Alternosfera — рок-группа из Кишинёва (Республика Молдова), основанная в 1998 году ее бесменными участниками Марчелом Бостаном и Марином Никоарэ. Группа, играющая в стиле альтернативный рок, на данный момент выпустила 6 студийных альбомов и один EP, неоднократно признаваясь одной из самых популярных рок-групп как в Молдове, так и в соседней Румынии .

## История
Группа была образована в декабре 1998 года двумя друзьями, на тот момент учащимися лицея. 13 декабря состоялась первая репетиция, а 23 ноября 1999 года в Кишиневе прошел и первый концерт. Со временем состав группы претерпевал изменения, однако ее основатели Марчел Бостан и Марин Никоарэ являются ее неизменными участниками. 
Первый альбом, вышедший в 2005 году, принес Alternosfera грандиозный успех, а композиции Orașul 511 и Wamintirile стали хитами, надолго прописавшись в радио-эфирах Молдовы и Румынии. На волне успеха группа приняла участие в национальном отборе на Евровидение-2005 (с песней "1500"), но проиграла этно-рок группе Zdob și Zdub.  
Изначально группа пела на румынском и русском языках. Кишиневская рок-сцена в конце 90-х - начале 2000-х состояла преимущественно из русскоязычных рок-групп, а сам Марчел Бостан не раз признавался, что рок-песни на румынском языке "звучали странно" , поэтому почти половина песен первого альбома была выпущена на русском, в том числе один из главных хитов группы Orașul 511 (Город 511). Однако, начиная со второго альбома, группа полностью перешла на румынский, перезаписав и ряд песен из первого альбома.
Группа дает десятки концертов в год в Молдове, Румынии, а периодически и в других странах, например в Англии и Ирландии, а также является хедлайнером различных рок-фестивалей. 
В 2022 году, после начала военных действий в Украине, в целях безопасности Alternosfera переехала в румынский город Сибиу. Решение переехать в Румынию, где коллектив дает большую часть концертов, назревало давно, а из-за упомянутых событий группа наконец-то решилась на этот шаг.
В конце 2024 года коллектив группы Alternosfera указом Президента Республики Молдова удостоен почётного звания «Colectiv Artistic Emerit» за "особую роль и значительный вклад в развитие и становление отечественной рок-музыки, а также за продвижение имиджа Республики Молдова" .

## Музыкальный стиль
Alternosfera исповедует альтернативный мелодичный рок, в котором существенную роль играют клавишные. Лирика посвящена любви и социальным темам, в меньшей мере - политике. У группы уникальное звучание на молдавском музыкальном рынке, а истоки звучания Alternosfera берут свое начало в сиэтловском гранже 90-х.
Вокал Марчела богат различными интонациями, имеет развитую и отработанную лирическую линию, а также способность брать высокие ноты. Особую мелодичность группе придает и то, что в большинстве песен присутствует классическое фортепианное «соло».

## Текущий состав
- Марчел Бостан - вокал, клавишные (1998 - н. в.)
- Марин Никоарэ - гитара, клавишные (1998 - н. в.)
- Дмитрий Костин - бас-гитара (1998 - 2004, 2006 - 2007, 2015 - н. в.)
- Ник Руссу - ударные (май 2022 - н. в.)
- Сергей Аладин - гитара, клавишные (2006 - н. в.)

## Дискография

### Oraşul 511(Город 511)
Дата релиза: 28 мая 2005
Трек-лист
1. Drumuri de noroi
2. Oriental Monk
3. Shadow (рус.)
4. Ikar (рус.)
5. 1500 (рус.)
6. Spune-mi
7. Picaj
8. Astă vară
9. Wamintirile
10. Зима (рус.)
11. Vreau să-mi dai
12. 511 (рус.)
13. Ноябрьский дождь (рус.)
14. Alternocrazy [Bonus Track] (рус.)

Некоторые песни альбома изначально были выпущены на русском языке. Позже были перезаписаны и на румынский язык, и в таком виде залиты на Youtube и Spotify группы.
Название альбома имеет отсылку к номеру гаража, где группа репетировала в ранние годы.

### Visători cu plumb în ochi sau ultima scrisoare pentru femeia nordică(Мечтатели со свинцовыми глазами, или последнее письмо северной женщине)
Дата релиза: 16 июня 2007
Трек-лист
1. Drum de fier
2. Ne uneşte, ne desparte
3. Femeia Nordică
4. Poştaş
5. Ploile nu vin
6. Închisoarea albă
7. Cocori
8. Visători cu plumb în ochi
9. Avion
10. Nu e nimeni vinovat
11. Columb

### Flori din Groapa MarianelorEP (Цветы из Марианской впадины)
Дата релиза: 12 октября 2008
Трек-лист
1. Mariane Flori
2. Flori de Mai
3. Mariane Flori (JenyaSOLID Remix)
4. Mariane Flori (Remix NMKY)

### Virgula(Запятая)
Дата релиза: Октябрь 2012
Трек-лист
1. Drumuri Vecine
2. Lumina Lăcustră
3. Virgulă
4. Aruncă-mi
5. Mută
6. 2000 de ani
7. O lume la picioare
8. Deja Străină
9. Două Eve
10. Prea Departe Te Simt
11. Manole
12. Ancoră
13. Sentință
14. Final

### Epizodia
Дата релиза: 14 марта 2013*
Трек-лист
1. Drumuri Pi – necunoscute
2. Nepoata Lui Gagarin
3. Epizodia
4. Singurătate
5. Armata
6. Rugi
7. Fiara
8. Văduva
9. Trei Luni
10. Mai Am

* Альбом был выпущен в международный день числа π (Пи), так как некоторые песни альбома имеют соответствующие отсылки. 

### Haosoleum
Дата релиза: 9 October 2015
Трек-лист
1. Drumul Tristetilor Part I (numere)
2. Drumul Tristetilor Part II (bijutierul)
3. Cad Fulgi / SOS
4. Dialog K
5. Punct
6. Am Uitat
7. Cheama-ma
8. Sarmanul Dionis
9. Din Pacate
10. Au Ploile Azi...
11. Rasai
12. Haosoleum

Композиция Haosoleum была написана специально как санудтрек для короткометражного фильма Flutulus, ставшего впоследствии победителем 5-ти международных фестивалей. Съемки клипа проходили на севере Молдовы в усадьбе 19 века - в той же локации, где снималась часть фильма.

### Arhitectul Din Babel(Архитектор из Вавилона)
Дата релиза: 3 июля 2019
Трек-лист
1. Drumuri Dintre Noi
2. Timpul
3. Rachete
4. Orice Gand
5. Amanet
6. Fantanile
7. Unu Doi Unu Doi
8. Lucis
9. Scrisori
10. Outro

Композиция Fântânile была написана как санудтрек для фильма Fântânile. На песню был снят и видеоклип.

## Theatroll
Весной 2022 группа анонсировала проект Theatroll - серию концертов с симфоническим оркестром, а три песни были выложены на Ютуб-канале группы. Название проекта происходит от "театр" и "рок-н-рол". Для него были аранжированы для оркестрового исполнения известные, а также некоторые менее популярные песни Alternosfera. Осенью 2022 года с успехом состоялся тур по городам Румынии, а концерты проходили в филармониях и оперных театрах страны, а на апрель 2023-го анонсирован и концерт в Молдове.
Трек-лист
- Orice Gand
- 1500
- O Lume La Picioare
- Armata
- Amanet
- Cocori
- Nu e nimeni vinovat
- Fantanile
- Punct
- Trei luni
- Astă vară
- Sărmanul Dionis
- Haosoleum
- Dialog K
- Flori De Mai
- Picaj

## Новый альбом Steaguri fără culori (2025) и синглы с него
В середине 2021 года лидер Alternosfera Марчел Бостан сообщил, что группа приступила к работе над новым альбомом. При этом звукорежиссером является обладатель двух Грэмми за альбомы Echoes, Silence, Patience & Grace группы Foo Fighters и The Resistance группы Muse британский звукорежиссер и продюсер Adrian Bushby, работавший со многими известными группами.
Мы пришли к выводу, что этот материал мы не можем миксовать в Кишиневе. Сейчас мы его сводим с одним мега уважаемым господином - Adrian Bushby. Он брал два Грэмми за альбомы групп Foo Fighters и Muse. Работал с множеством разных групп типа U2 и Placebo. Там целый список, мы аж испугались, когда увидели его. Мы дали ему наш материал, и у нас есть уже первые премиксы - совершенно другое звучание. Мы ему и тексты песен перевели на английский, чтобы он лучше понимал. Для нас было таким сюрпризом, что он согласился на сотрудничество.Марчел Бостан
В октябре 2022 во время интервью на радио Марчел Бостан рассказал, что осенью того же года или максимум весной 2023 года новый альбом выйдет. 
В ноябре мы дадим несколько концертов. Мы решили, что все-таки выпустим новую песню, которая готова с июня, после чего проведем серию концертов в закрытых помещениях, а после последует выход диска 'Theatroll' и нового альбома. Мы очень хотим, чтобы новый альбом вышел весной, у нас большинство материалов уже готово, но остался еще процесс сведения.  Если не успеем весной, то осенью 2023-го уже точно он выйдет в свет.Марчел Бостан
В конце ноября 2022 года в другом интервью он объявил, что релиз нового альбома состоится осенью 2023 года.
25 ноября 2022 состоялся релиз видеоклипа Bonjour Madame - первого сингла с предстоящего альбома. В тот же день песня впервые была вживую исполнена на концерте в Бухаресте, а 10 декабря - на концерте в Кишиневе. В обоих случаях композиция исполнялась дважды, будучи исполненной на бис, и была отлично принята слушателями. 24 февраля 2023 года - в годовщину вторжения России в Украину - Alternosfera представила второй сингл с альбома и видеоклип к нему; песня получила название Imnuri de război ("Военные гимны"). На 11 ноября 2023 группа анонсировала выпуск третьей песни с нового альбома, которая называется Aritmii и небольшой тур из 10 концертов по Румынии в поддержку.
1 ноября 2023 в эфире передачи Prima Ora Бостан заявил, что новый альбом выйдет "в 2024 году".
В октябре 2024 года Alternosfera объявила, что 8 февраля 2025 года на концерте в Кишиневе на Chisinau Arena будет презентован новый альбом. Чуть позже группа раскрыла и его название - "Steaguri fără culori" ("Флаги без цветов"). 
20 января 2025 Alternosfera выпустила четвертый сингл "Frig de mor" и видеоклип на него. Это был первый в истории группы фьючеринг - в съемках клипа и записи песни принимала участие популярная румынская исполнительница Delia, обладательница множества наград в своей стране, а видеоклип попал на Ютубе во вкладку "В тренде" среди музыкальных видео.  
8 февраля 2025, в день концерта, посвященного новому альбому, Alternosfera представила пятый сингл и видеоклип к нему - Clopote. На концерте группа спела 12 песен нового альбома, в том числе 7 песен, которые публика услышала впервые. Марчел Бостан со сцены объявил, что до апреля будут постепенно выложены в сети все новые песни и клипы к ним, а пока новые песни можно услышать на других концертах.  